# Голубой хребет
Голубо́й хребе́т, или Блу-Ридж (англ. Blue Ridge Mountains) — цепь горных хребтов и массивов на востоке США, вдоль юго-восточной окраины Аппалачей. Поднимается над плато Пидмонт.
Протяжённость гор составляет более 1000 км. Наиболее высокая вершина — гора Митчелл (2037 м). Горы сложены метаморфическими породами. На склонах произрастают широколиственные и хвойные леса, в межгорных впадинах и котловинах — луга.

## История
Англичане, поселившиеся в Вирджинии в начале XVII века зафиксировали название хребта на языке индейцев-поухатанов: «Quirank». У подножия хребта в то время обитало несколько племен: манахоки, шауни и ирокезы. В 1669 году немецкий исследователь Джон Ледерер первым достиг вершины хребта, и повторил это восхождение на следующий год. Он так же зафиксировал название хребта на языке вирджинских индейцев сиу — «Ahkonshuck».
Между 1718 и 1722 годами губернатор Спотсвуд заключил несколько договоров с ирокезами, согласно которым ирокезы уступили Колонии Виргиния земли к югу от реки Потомак и к востоку от Голубого хребта. С этого момента хребет стал границей между европейскими колониями и территорией индейцев. В 1730-х годах колонисты начали нарушать договор, переходить Голубой хребет и селиться в долине Шенандоа, что вызвало недовольство индейцев, которые в итоге продали свои права на долину Шенандоа — это было юридически оформлено ланкастерским соглашением 1744 года.
Во время гражданской войны в США Голубой хребет имел важное стратегическое значение. Он позволял скрытно перебрасывать войска по долине Шенандоа — из Виргинии в Мериленд или в обратном направлении. В ходе геттисбергской кампании генерал Ли, контролируя ущелья Голубого хребта, сумел незаметно переместить Северовирджинскую армию из Вирджинии в Пенсильванию.